# Plaza Mayor de la Hispanidad
Situada en Medina del Campo y de vital importancia en el desarrollo de las ferias mercantiles del medievo, la Plaza mayor de la Hispanidad es la plaza mayor más grande de España y una de las más grandes de Europa superando a Valladolid y Madrid. Concentra varios monumentos de gran importancia.

## Descripción general
La plaza mayor medinense resume por sí misma buena parte de la historia de la villa. Los edificios singulares que se alzan en uno de sus flancos nos advierten, en un golpe de vista, de la presencia de tres instituciones: la Iglesia, el Municipio y la Monarquía, encarnados respectivamente en la Colegiata de San Antolín, el Ayuntamiento y los restos de lo que en su día fue Palacio Real. Las antiguas denominaciones de sus aceras: el Potrillo, la Joyería, la Especiería, la Armería, la Mercería, etc. nos recuerdan, aún hoy, las actividades feriales de los mercaderes instalados en cada una de ellas. Hasta los sucesivos nombres dados a esta Plaza Mayor, primero de San Antolín y del Mercado y más cercanamente de la Constitución, de la República, de España y hoy en día de la Hispanidad, reflejan los sucesivos avatares históricos.

## Evolución
La evolución de este singular espacio es, sin duda, uno de los más interesantes de la historia urbanística de Castilla, representando la maduración de una tipología que nace con el Medievo. Considerada como uno de los primeros antecedentes del género de plaza mayor, generalizado en España y América a raíz del creado en Valladolid tras el incendio de 1561, apunta su configuración en torno al siglo XIII. La formación de dos de sus flancos hay que buscarla en el cruce de la antigua cañada de Salamanca -que se prolonga hasta la Rúa Nueva (hoy calle de Padilla), eje principal de la expansión al llano de la villa vieja enclavada en La Mota- con el viejo camino de Ávila, que entra en el nuevo asentamiento uniendo el monasterio de premostratenses (2ª mitad del siglo XII) y las antiguas parroquias de los Santos Facundo y Primitivo (doc. en 1265) y San Antolín (doc. en 1177); el espacio resultante se cierra con las líneas de fachada originadas, de una parte, por la prolongación de otro antiguo camino que unía en lo antiguo la parroquias de Santiago (doc. en 1177) y San Juan de Sardón (doc. en 1265) cruzando la Rúa hasta el monasterio de San Francisco (h.1260) y, de otra, por la continuación del paso del río por el antiguo puente de San Francisco, flanqueando este edificio religioso nuevamente hasta la parroquia de San Antolín.
Esta primitiva plaça de Santantolin se convierte en el núcleo central de uno de los principales foros mercantiles de su época, a partir de la creación de las Ferias en los primeros años del siglo XV. Varios incendios acaecidos al final de este siglo y, sobre todo, el producido durante la guerra de las Comunidades en agosto de 1520, varían su imagen, originariamente formada por viviendas de parcelación estrecha y profunda, con fachadas de dos plantas con reducido soportal de pies derechos. Con las ordenanzas dictadas tras el incendio de aquel año, empieza a advertirse una preocupación por regularizar los pórticos, aleros y alturas no sólo en la plaza sino también en las calles que a ella confluyen, en su totalidad asoportaladas.
Los dos siglos siguientes forman un período marcado por el ocaso de las ferias y el declive general de la villa, del que tan solo cabe reseñar, en la década central del siglo XVII, la construcción del nuevo edificio consistorial, ubicado entre la colegiata y el palacio real, acompañado de la inmediata casa de los arcos sobre la calle de Salamanca, que confieren ya a la plaza el carácter de municipal.

## La nueva plaza

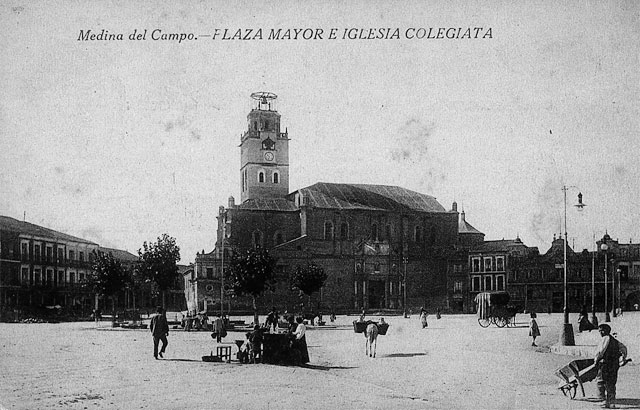
Plaza mayor a principios del siglo

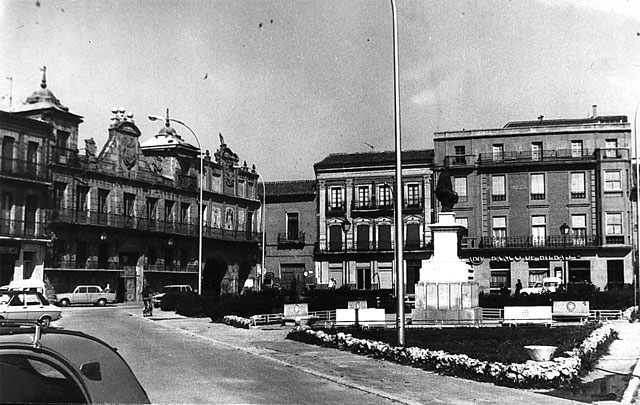
Plaza mayor a mediados del siglo

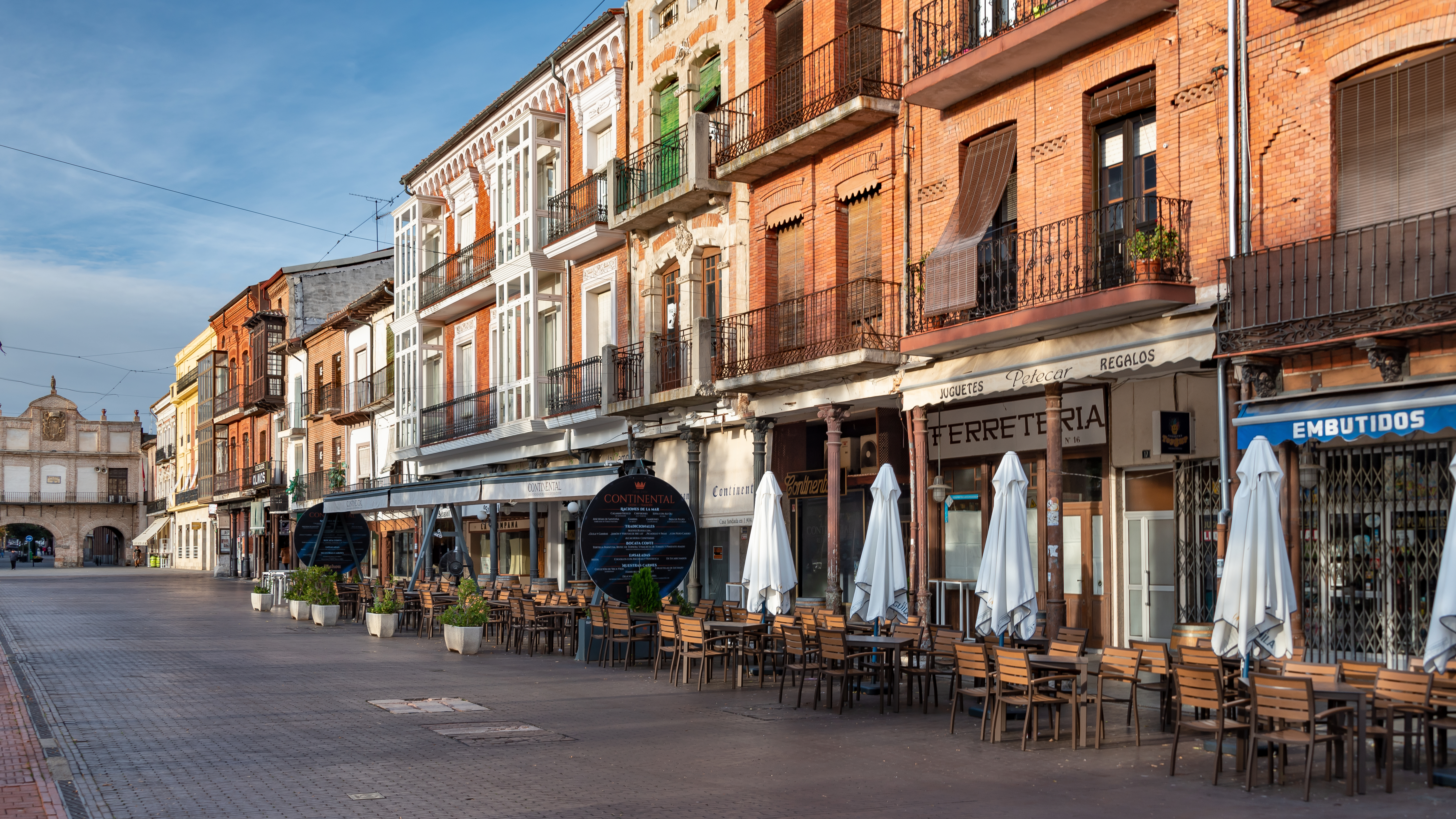
Plaza mayor en el 2023.

A partir del último tercio del siglo pasado -las consecuencias de la llegada del ferrocarril en 1860 son más que notorias-, la imagen de la plaza mayor, la antigua rúa y las restantes calles del centro histórico de la villa, cambia radicalmente. El Ayuntamiento acuerda que sólo se mantengan los soportales de la plaza, derribándose los de las calles confluyentes para conseguir una mayor amplitud del viario público.
Asimismo, la nueva ordenación de estos momentos contempla el aumento de la altura de los pórticos -ahora formados por columnas de hierro y gruesos pilares de piedra en las esquinas-propiciando la aparición de nuevas tipologías arquitectónicas con materiales distintos a los usados tradicionalmente, como el hierro y el ladrillo prensado que, unidas a las construcciones recientes de las décadas de los sesenta y setenta, configuran una imagen renovada, aunque menos armoniosa, cuyas peculiaridades en muy poco se asemejan a las de la plaza que allá por los comienzos del siglo XV fue comparada por Pero Tafur nada menos que con la de San Marcos de Venecia.
De otra parte, en tiempos cercanos, la creación de las ya citadas ferias agroganaderas de San Antolín y San Antonio y sobre todo la del mercado del domingo -todas ellas en la década de los setenta del siglo anterior-, fueron un revulsivo de primer orden para dar nuevamente a la plaza un protagonismo mercantil perdido y pálidamente rememorador de aquellas otras ferias que convirtieron a Medina en el centro más importante de contratación de su época. Varias posadas y paradores recogían a los forasteros que llegaban a la villa para cerrar sus tratos: las de la Estrella, de la Carpeña o la de la Rinconada -cuyo zaguán de entrada aún conserva todo el sabor de aquel tiempo-, son en esos momentos las sucesoras de aquellas otras tituladas del Capitán, el Buitrón, de Juana, de la Virgen, de las Hocaneas, etc; vigentes durante las ferias del siglo XVI.
Hay que advertir, por último, que la plaza mayor ha sido siempre el gran patio urbano de la villa; acontecimientos religiosos, festivos, taurinos y, cómo no, feriales-mercantiles han tenido en ella el espacio adecuado tanto por su amplitud como por su disposición urbana a lo largo de todas las épocas. Así recordemos su condición de escenario de grandes juegos de lanzas y cañas o representaciones alegóricas con motivo de bodas o nacimientos reales, corridas de toros con suertes ya perdidas pero bien reseñadas en las viejas crónicas, etc., cuyo esplendor queda patente en las amplias balconadas levantadas en sus fachadas, siempre disputadas tanto por las autoridades civiles y religiosas, como por personas particulares a través del denominado derecho de balconaje todavía en vigor en algún caso.